# Guy Allouche
Pour les articles homonymes, voir Allouche.
Guy Allouche, né à Constantine le 27 octobre 1939, est un homme politique français.

## Détail des fonctions et des mandats
Mandat parlementaire
- 25 septembre 1983 - 27 septembre 1992 : Sénateur du Nord